# FC Amsterdam (betaaldvoetbalclub)
FC Amsterdam was een Nederlandse voetbalclub uit Amsterdam. De club ontstond in 1972 uit een fusie tussen Blauw-Wit en DWS. In 1974 sloot de profafdeling van De Volewijckers zich aan bij de club, die als thuisbasis het Olympisch Stadion had. Het voetbaltenue van de voormalige eredivisionist bestond uit een wit shirt en een rode broek.

## Algemene informatie
FC Amsterdam ontstond op 20 juni 1972 uit de fusie van de Amsterdamse voetbalclubs Blauw-Wit en DWS. Na afloop van het seizoen 1973-1974 trad ook De Volewijckers toe tot de fusieclub. Trainer was Pim van de Meent. Enkele bekende spelers, die debuteerden in de succesvolle beginperiode (seizoenen 1973/74 en 1974/75) waren Geert Meijer, Gerard van der Lem, Nico Jansen en Heini Otto. Otto zou ook de sportieve neergang meemaken tot en met 1977-1978. Enkele bekende spelers, uit de latere, moeilijkere periode waren voorts André Wetzel en Martin Wiggemansen. Geert Meijer (1 juli 1975) en Martin Wiggemansen (8 augustus 1980) zouden de overstap maken naar stadsgenoot AFC Ajax, Nico Jansen vertrok naar Feyenoord (1 juli 1975) en Gerard van der Lem naar Roda JC (1 juli 1975). Door al de verkopen half 1975 kon FC Amsterdam het niveau van het topseizoen 1973-1974 en het voor de club eveneens goede seizoen 1974-1975 niet vasthouden. Na een succesvolle start zakte de fusieclub FC Amsterdam in het seizoen 1977-1978 af van de Eredivisie naar de Eerste Divisie.
Dit betekende het einde voor FC Amsterdam: het aantal toeschouwers werd zo klein dat in het voorjaar van 1976 besloten werd om een gedeelte van de thuiswedstrijden op het bijveld van het Olympisch Stadion te gaan spelen, zoals Blauw-Wit dat al eerder had gedaan. Dit mocht niet meer baten, in mei 1982 viel het doek voor FC Amsterdam. 
Hoogste eindklassering in de eredivisie was een vijfde plaats in het seizoen 1973-1974, met 49 goals voor en 36 goals tegen. In dit seizoen werden thuis tegen de topclubs achtereenvolgens als resultaten geboekt: FC Amsterdam-PSV 2-1, FC Amsterdam-Feyenoord 1-1 en FC Amsterdam-Ajax 1-0.
Het verslaan van Internazionale in de UEFA Cup in seizoen 1974-1975 was een hoogtepunt. Later, in de kwartfinales strandden de Amsterdammers tegen 1.FC Köln. In hetzelfde seizoen werd ook Ajax in Amsterdam-Oost in De Meer (2-4) en Feyenoord in Rotterdam-Zuid in stadion Feijenoord (1-2) verslagen.
Voorzitter van de club was Dé Stoop, die tot de bekendere voetbalbestuurders van Nederland behoorde.
In september 2008 werd er door de voorzitter van Türkiyemspor gesproken over een mogelijke terugkeer van FC Amsterdam in de voetballerij, ten koste van Türkiyemspor. Maar Türkiyemspor ging in 2009 failliet. Het plan is doorgezet door een andere vereniging en sinds augustus 2011 gaat Amstelland United door het leven als FC Amsterdam.

## Eindklasseringen competities, 10 seizoenen 1972/1973–1981/1982
| 10 |

| 5 |

| 9 |

| 16 |

| 15 |

| 17 |

| 9 |

| 9 |

| 16 |

| 13 |

| Eredivisie     |
| Eerste divisie |

In elke staaf van de grafiek staat van boven naar beneden vermeld: 
- Eindnotering

Dit is de positie die de club heeft bereikt in de competitie, zonder eventuele beslissings-, play-off- of nacompetitiewedstrijden die nodig zijn geweest om bijvoorbeeld de kampioen van de competitie te bepalen.
Indien een * achter het getal staat is de notering een tussenstand en kan het zijn dat de notering niet overeenkomt met de uiteindelijke eindstand van de competitie.
Staat er een - dan is het seizoen nog bezig en is er geen definitieve uitslag bekend.
Staat er xx op de positie van de notering, dan heeft de club vroegtijdig de competitie verlaten. Dit kan onder andere komen door terugtrekking van het team, faillissement van de club of door een uitgedeelde straf van de KNVB. In veel gevallen staat elders in het artikel de reden vermeld.
Staat er een ? dan is het resultaat uit het verleden onbekend, en is alleen de competitie of het niveau bekend van dat seizoen.
In de seizoenen 2019/20 en 2020/21 werd wegens de coronacrisis het amateurvoetbal afgebroken. Daardoor kennen deze staven geen eindklassering (middels -- weergegeven).
- Competitieniveau en afdelingsletter of Officiële eindstand Eredivisie
  - Competitieniveau en afdelingsletter

Hierbij geeft het getal het niveau weer, dat ook terug te vinden is in de legenda. De letter is de afdelingsaanduiding en wordt gebruikt wanneer er meer afdelingen zijn op hetzelfde niveau. De afdelingsletter is altijd een hoofdletter en wordt meestal zonder nummer gebruikt.
Voorbeeld: 2F is niveau 2e klasse competitie F.
Het competitieniveau en nummer wordt niet vermeld wanneer er slechts één competitie van dit niveau was.
  - Officiële eindstand Eredivisie (getal staat tussen haakjes vermeld)

Sinds de introductie van play-offwedstrijden voor Europees voetbal na afloop van de reguliere competitie in 2005/06, is de KNVB verplicht een eindstand van de Eredivisie door te geven aan de UEFA aan de hand van deze play-offwedstrijden.
Bij deze eindstand staan clubs die zich hebben gekwalificeerd voor Europees voetbal hoger dan clubs die zich niet wisten te kwalificeren. Indien er geen verschil was tussen de eindnotering en de officiële eindstand, staat dit getal niet vermeld.

- Onderafdeling

Hier staat afgekort de naam van de onderafdeling indien de club in dat jaar in een onderafdeling uitkwam. Tevens staat deze afkorting in de legenda en wordt gelinkt naar het artikel over deze onderafdeling. Deze afkorting wordt alleen vermeld wanneer de club in het verleden in verschillende onderafdelingen heeft gespeeld. Deze vermelding is in de staaf altijd in kleine letters. Deze onderafdelingen zijn na het seizoen 1995/96 afgeschaft. Heeft de club in slechts één onderafdeling gespeeld, dan is dit alleen terug te vinden in de legenda.
Onder de staaf staat het jaartal vermeld waarin het seizoen is afgesloten. 15 verwijst naar het seizoen 2014/15 of eventueel het seizoen 1914/15.
Wanneer een staaf leeg is, zijn deze gegevens niet bekend. Het kan ook zijn dat de club dat seizoen niet heeft meegespeeld op het hogere amateurniveau, vroegtijdig de competitie heeft verlaten of uit de competitie is gezet.

In het seizoen 1944/45 was er wegens de Tweede Wereldoorlog geen regulier competitievoetbal.

### In Europa
- Groep = groepsfase
- 1R = eerste ronde
- 2R = tweede ronde
- 1/8 = 1/8ste finale
- 1/4 = kwartfinale
- PUC = punten UEFA coëfficiënten

Uitslagen vanuit gezichtspunt FC Amsterdam
| Seizoen | Competitie    | Ronde   | Land                       | Club                   | Totaalscore | 1e W    | 2e W    | PUC  |
| ------- | ------------- | ------- | -------------------------- | ---------------------- | ----------- | ------- | ------- | ---- |
| 1973    | Intertoto Cup | Groep 9 | Vlag van Tsjecho-Slowakije | AC Nitra               | 3–7         | 2–3 (T) | 1–4 (U) | 0.0  |
|         |               |         | Vlag van Duitsland         | Eintracht Braunschweig | 4–1         | 0–0 (T) | 4–1 (U) | 0.0  |
|         |               |         | Vlag van Denemarken        | Vejle BK               | 6–6         | 5–1 (T) | 1–5 (U) | 0.0  |
| 1974/75 | UEFA Cup      | 1R      | Vlag van Malta             | Hibernians FC          | 12–0        | 5–0 (T) | 7–0 (U) | 12.0 |
|         |               | 2R      | Vlag van Italië            | Internazionale         | 2–1         | 2–1 (U) | 0–0 (T) | 12.0 |
|         |               | 1/8     | Vlag van Duitsland         | Fortuna Düsseldorf     | 5–1         | 3–0 (T) | 2–1 (U) | 12.0 |
|         |               | 1/4     | Vlag van Duitsland         | 1. FC Köln             | 3–8         | 1–5 (U) | 2–3 (T) | 12.0 |
| 1975    | Intertoto Cup | Groep 9 | Vlag van Portugal          | CF Os Belenenses       | 0–2         | 0–1 (U) | 0–1 (T) | 0.0  |
|         |               |         | Vlag van Tsjecho-Slowakije | Spartak Trnava         | 1–3         | 1–1 (T) | 0–2 (U) | 0.0  |
|         |               |         | Vlag van Denemarken        | Kjøbenhavns Boldklub   | 6–4         | 5–4 (T) | 1–0 (U) | 0.0  |
| 1977    | Intertoto Cup | Groep 1 | Vlag van Zweden            | Halmstads BK           | 2–2         | 1–1 (U) | 1–1 (T) | 0.0  |
|         |               |         | Vlag van Joegoslavië       | FK Vojvodina           | 3–4         | 1–2 (T) | 2–2 (U) | 0.0  |
|         |               |         | Vlag van Israël            | Maccabi Jaffa FC       | 4–3         | 3–1 (T) | 1–2 (U) | 0.0  |

Totaal aantal punten voor UEFA Coëfficiënten: 12.0

### Seizoensoverzichten
| Resultaten van FC Amsterdam sinds de toetreding in het betaald voetbal in 1972 tot de opheffing in 1982 | Resultaten van FC Amsterdam sinds de toetreding in het betaald voetbal in 1972 tot de opheffing in 1982 | Resultaten van FC Amsterdam sinds de toetreding in het betaald voetbal in 1972 tot de opheffing in 1982 | Resultaten van FC Amsterdam sinds de toetreding in het betaald voetbal in 1972 tot de opheffing in 1982 | Resultaten van FC Amsterdam sinds de toetreding in het betaald voetbal in 1972 tot de opheffing in 1982 | Resultaten van FC Amsterdam sinds de toetreding in het betaald voetbal in 1972 tot de opheffing in 1982 | Resultaten van FC Amsterdam sinds de toetreding in het betaald voetbal in 1972 tot de opheffing in 1982 | Resultaten van FC Amsterdam sinds de toetreding in het betaald voetbal in 1972 tot de opheffing in 1982 | Resultaten van FC Amsterdam sinds de toetreding in het betaald voetbal in 1972 tot de opheffing in 1982 | Resultaten van FC Amsterdam sinds de toetreding in het betaald voetbal in 1972 tot de opheffing in 1982 | Resultaten van FC Amsterdam sinds de toetreding in het betaald voetbal in 1972 tot de opheffing in 1982 | Resultaten van FC Amsterdam sinds de toetreding in het betaald voetbal in 1972 tot de opheffing in 1982 | Resultaten van FC Amsterdam sinds de toetreding in het betaald voetbal in 1972 tot de opheffing in 1982 |
| Seizoen                                                                                                 | Competitie                                                                                              | Competitie                                                                                              | Competitie                                                                                              | Competitie                                                                                              | Competitie                                                                                              | Competitie                                                                                              | Competitie                                                                                              | Competitie                                                                                              | Competitie                                                                                              | Kwalificatie                                                                                            | KNVB beker                                                                                              | Bijzonderheid                                                                                           |
| Seizoen                                                                                                 | Divisie                                                                                                 | GW | W | G | V | PNT | DV | DT | POS | Kwalificatie                                                                                            | KNVB beker                                                                                              | Bijzonderheid                                                                                           |
| --- | --- | --- | --- | --- | --- | --- | --- | --- | --- | --- | --- | --- |
| 1972/73                                                                                                 | Eredivisie                                                                                              | 34 | 11 | 7 | 16 | 29 | 44 | 54 | 10e | Intertoto Cup                                                                                           | 3e ronde                                                                                                | FC Amsterdam treedt toe tot het betaald voetbal na een fusie van Blauw-Wit en DWS.                      |
| 1973/74                                                                                                 | Eredivisie                                                                                              | 34 | 17 | 9 | 8 | 43 | 49 | 36 | 5e | UEFA Cup                                                                                                | 3e ronde                                                                                                | – |
| 1974/75                                                                                                 | Eredivisie                                                                                              | 34 | 10 | 11 | 13 | 31 | 49 | 48 | 9e | Intertoto Cup                                                                                           | 2e ronde                                                                                                | De Volewijckers fuseert met FC Amsterdam. De club gaat verder onder dezelfde naam.                      |
| 1975/76                                                                                                 | Eredivisie                                                                                              | 34 | 7 | 10 | 17 | 24 | 39 | 52 | 16e | – | 3e ronde                                                                                                | – |
| 1976/77                                                                                                 | Eredivisie                                                                                              | 34 | 7 | 11 | 16 | 25 | 41 | 58 | 15e | Intertoto Cup                                                                                           | 2e ronde                                                                                                | – |
| 1977/78                                                                                                 | Eredivisie                                                                                              | 34 | 9 | 8 | 17 | 26 | 41 | 73 | 17e | Rechtstreekse degradatie                                                                                | 3e ronde                                                                                                | – |
| 1978/79                                                                                                 | Eerste divisie                                                                                          | 36 | 13 | 11 | 12 | 37 | 52 | 40 | 9e | – | 2e ronde                                                                                                | – |
| 1979/80                                                                                                 | Eerste divisie                                                                                          | 36 | 14 | 10 | 12 | 38 | 64 | 55 | 9e | – | 3e ronde                                                                                                | – |
| 1980/81                                                                                                 | Eerste divisie                                                                                          | 36 | 9 | 11 | 16 | 29 | 45 | 62 | 16e | – | 2e ronde                                                                                                | – |
| 1981/82                                                                                                 | Eerste divisie                                                                                          | 34 | 10 | 8 | 16 | 28 | 37 | 54 | 13e | – | 2e ronde                                                                                                | FC Amsterdam wordt na het seizoen opgeheven.                                                            |

### Bekende (oud-)spelers
- Abe van den Ban
- Rob Bianchi
- Wietze Couperus
- Frits Flinkevleugel
- Jan Fransz
- Nico Jansen
- Jan Jongbloed
- Frank Kramer
- Gerard van der Lem
- Geert Meijer
- Heini Otto
- Dries Boszhard
- André Wetzel
- Jan Menting
- Tjeerd Koopman
- Rob Boersma

### Topscorers
- 1972/73:  Theo Husers (12)
- 1973/74:  Nico Jansen (19)
- 1974/75:  Nico Jansen (17)
- 1975/76:  André Wetzel (6)
- 1976/77:  André Wetzel (14)
- 1977/78:  Co Stout (14)
- 1978/79:  Martin Wiggemansen (11)
- 1979/80:  Martin Wiggemansen (11)
- 1980/81:  Wim Jansen (7)
- 1981/82:  Eef Heijt (7)

### Trainers
- 1972–1978:  Pim van de Meent
- 1978–0000:  Cor van der Hart
- 1978–1980:  Tonny Bruins Slot
- 1980–1981:  Pim van de Meent
- 1981–1982:  Cees Kick

## Voetnoten
Voormalig: AFC "Sport" · Ambon · FC Amsterdam · V.V. Amsterdam · ASSV · VV De Beursbengels · FC Blauw-Wit Amsterdam · Blauw-Wit Osdorp · B.P.C. · CDW · FC Chabab · D.E.C. · VV DIB · D.N.C. · DWV · SC De Eland · Energia · SC Fenerbahçe · ASV De Germaan · KBV · N.E.C. '75 · AFC Neerlandia · Neerlandia/SLTO · New Amsterdam · FC Nieuwendam · SC Nieuwendam · ODOS · Oriënt · P en T · RAP · SCZ '58 · Sparta Amsterdam · Sporting Amsterdam · Sporting Noord · SV Osdorp · Osdorp/Sport · SLTO · Avv SPORT · Türkiyemspor · De Volewijckers · Volharding · SC Voorland · ZRC Herenmarkt